# Sarah Greenwood
Sarah Greenwood (marzo 1960) è una scenografa britannica.

## Biografia
Ha studiato al Wimbledon College of Art ed è stata scenografo teatrale per più di tre anni. Tuttavia non era del tutto soddisfatta del lavoro, quindi ha ottenuto un lavoro alla BBC nei primi anni '90 e vi è rimasta per un po'. Non solo le ha ottenuto un lavoro migliore, ma l'ha aiutata nella sua trasformazione dal teatro alla TV. Ha lavorato alla progettazione di set per il talk show televisivo Later... con Jools Holland. Poi, alla fine degli anni '90, la BBC scomparve la carica di progettazione della produzione, [chiarimento necessario] e ha dovuto lavorare nel cinema indipendente.
In una rubrica di intervista per i Golden Globe Awards, Greenwood ha dichiarato che l'arsenico verde è stato usato nei corridoi per il film Atonement, ma il regista, Joe Wright, voleva il verde irlandese per il vestito che Keira Knightley avrebbe usato nel film. Sarah ha deciso di dare la priorità al vestirsi e cambiare il colore che aveva pianificato per i corridoi, perché il vestito aveva il rischio di perdere l'enfasi visiva. Ha detto: "A volte devi essere forte per vincere battaglie, e a volte devi sapere quando lasciar andare". Non era del tutto convinta del colore che il regista voleva, ma ci sono decisioni che un art director deve prendere per far arrivare il messaggio allo spettatore.
Un'altra storia che racconta, è che quando è andata a trovare un lavoro artistico di produzione su un film da realizzare, qualcuno ha detto: "Questo progetto è molto grande. Sei sicuro di poterlo gestire?" Aveva lavorato su enormi set, quindi ha detto "se hai gli strumenti e abbastanza forniture per soddisfare le esigenze con un buon team di produzione, tutto è possibile". Quando ha incontrato il regista, ha detto che gli è stata posta la stessa domanda, questo ha chiarito che non era una cosa di genere. "Volevano solo assicurarsi che tutti noi possiamo farlo", ha detto.
Nel 2017 ha lavorato alla versione live action Disney de La bella e la bestia e al film biografico L'ora più buia, ricevendo nomination agli Oscar per entrambi.

## Filmografia

### Lungometraggi
- La stagione dell'aspidistra (Keep the Aspidistra Flying), regia di Robert Bierman (1997)
- La governante (The Governess), regia di Sandra Goldbacher (1998)
- L'amore dell'anno (This Year's Love), regia di David Kane (1999)
- Romantici nati (Born Romantic), regia di David Kane (2000)
- The Abduction Club, regia di Stefan Schwartz (2002)
- Orgoglio e pregiudizio (Pride & Prejudice) , regia di Joe Wright  (2005)
- Il quiz dell'amore (Starter for 10), regia di Tom Vaughan (2006)
- Espiazione (Atonement), regia di Joe Wright  (2007)
- Miss Pettigrew (Miss Pettigrew Lives for a Day), regia di Bharat Nalluri (2008)
- Il solista (The Soloist), regia di Joe Wright  (2009)
- Sherlock Holmes, regia di Guy Ritchie (2009)
- Hanna, regia di Joe Wright  (2011)
- Sherlock Holmes - Gioco di ombre (Sherlock Holmes: A Game of Shadows), regia di Guy Ritchie (2011)
- Anna Karenina, regia di Joe Wright  (2012)
- Il traditore tipo (Our Kind of Traitor), regia di Susanna White (2016)
- La bella e la bestia (Beauty and the Beast), regia di Bill Condon (2017)
- L'ora più buia (Darkest Hour), regia di Joe Wright  (2017)
- Rebecca, regia di Ben Wheatley (2020)
- Cyrano, regia di Joe Wright  (2021)
- Barbie, regia di Greta Gerwig (2023)

### Televisione
- Il segreto della signora in nero (The Tenant of Wildfell Hall) di Mike Barker
- The Moonstone, regia di Robert Bierman – film TV (1997)
- Loving You, regia di Jean Stewart – film TV (2003)
- Fortysomething - serie TV (2003)
- Carlo II - Il potere e la passione (Charles II: The Power & the Passion) – miniserie TV, regia di Joe Wright (2003)

## Riconoscimenti
- Premio Oscar
  - 2006 – Candidatura alla miglior scenografia per Orgoglio e pregiudizio (Pride & Prejudice)
  - 2008 – Candidatura alla miglior scenografia per Espiazione (Atonement)
  - 2010 – Candidatura alla miglior scenografia per Sherlock Holmes
  - 2013 – Candidatura alla miglior scenografia per Anna Karenina
  - 2018 – Candidatura alla miglior scenografia per La bella e la bestia (Beauty and the Beast)
  - 2018 – Candidatura alla miglior scenografia per L'ora più buia (Darkest Hour)
  - 2024 – Candidatura alla miglior scenografia per Barbie

- Premio BAFTA
  - 2008 - Candidatura alla miglior scenografia per Espiazione (Atonement)
  - 2013 - Candidatura alla miglior scenografia per Anna Karenina
  - 2018 - Candidatura alla miglior scenografia La bella e la bestia (Beauty and the Beast)
  - 2018 - Candidatura alla miglior scenografia per L'ora più buia (Darkest Hour)
  - 2021 - Candidatura alla miglior scenografia per Rebecca
  - 2022 - Candidatura alla miglior scenografia per Cyrano
  - 2024 - Candidatura alla miglior scenografia per Barbie

- European Film Awards
  - 2013 - Miglior scenografia per Anna Karenina

- BAFTA Television Awards
- 1997 - Candidatura per miglior scenografia per Il segreto della signora in nero (The Tenant of Wildfell Hall)
- 2004 - Candidatura per miglior scenografia per Carlo II - Il potere e la passione (Charles II: The Power & the Passion)